# Logis de l'Asnerie
Le logis de l'Asnerie est une maison située à Morannes, en France.

## Localisation
La maison est située dans le département français de Maine-et-Loire, sur la commune de Morannes.

## Historique
L'édifice est inscrit au titre des monuments historiques en 1984.